# Simulium ranauense
Simulium ranauense är en tvåvingeart som beskrevs av Takaoka 2006. Simulium ranauense ingår i släktet Simulium och familjen knott. Inga underarter finns listade i Catalogue of Life.